# ブレーシャ音楽院
ブレーシャ音楽院（英語: 、公用語表記: Conservatorio di Musica di Brescia）は、イタリア共和国ブレシアに本部を置くイタリアの国立音楽大学。1864年創立、1864年大学設置。大学の略称はルカ・マレンツィオ音楽院。
ブレーシャ出身の作曲家であるルカ・マレンツィオに因んでルカ・マレンツィオ音楽院（Conservatorio Luca Marenzio）と呼ばれる。

## 沿革
1864年 に「A.ヴェントゥーリ音楽研究所」として創設された。そして1971年には、このA.ヴェントゥーリ音楽研究所を母体として「ブレーシャ音楽院」となる。